# Toeplitz-sejtés

A szaggatott fekete vonallal rajzolt görbe több négyzet csúcsain is átmegy

A Toeplitz-sejtés, más néven a beírt négyzet problémája a geometria egy megválaszolatlan kérdése. A kérdés ez: Tartalmazza-e minden egyszerű zárt síkgörbe egy négyzet összes csúcsát? Speciális esetekben ismert a válasz, például konvex, vagy szakaszonként sima görbékre. Otto Toeplitz 1911-ben vetette fel. Már Arnold Emch és Lev Schnirelmann  is igenlő választ adott egyes speciális esetekre. Az általános eset azonban még 2012-ben is megoldatlan maradt.

## Áttekintés
Legyen C Jordan-görbe. A P poligon C-be van írva, ha C P összes csúcsát tartalmazza. A Toeplitz-sejtés kérdése tehát így hangzik:
Tartalmaz-e minden zárt síkbeli Jordan-görbe beírt négyzetet?
Nincs megkövetelve, hogy a csúcsokat a bejárás szerinti sorrendben tartalmazza. Ha C tompaszögű háromszög, akkor a beírt négyzet egyértelmű.
A legáltalánosabb eredményt Stromquist adta, ami minden lokálisan monoton görbére igenlő választ ad.  Ez azt jelenti, hogy a görbe minden pontjának környezete előáll függvénygrafikonként. Pontosabban, ha C görbe, és p tetszőleges pontja C-nek, akkor van egy U(p) környezet, hogy C-nek nincs az n(p) iránnyal párhuzamos húrja, ahol  n(p) a helyi normális. EZ magában foglalja a konvex görbéket. 
Az igenlő válasz középpontosan szimmetrikus görbékre is ismert.

## Változatai és általánosításai
Meg lehet kérdezni azt is, hogy milyen további alakzatok írhatók egy tetszőleges Jordan-görbébe. Ismert, hogy bármely T háromszögre és Jordan-görbére a görbébe beírható egy T-hez hasonló háromszög. Sőt, az ilyen háromszögek csúcsai sűrűek a görbén. Speciálisan, egyenlő oldalú háromszög is írható tetszőleges Jordan-görbébe. Ismert, hogy téglalap is írható tetszőleges Jordan-görbébe.
A probléma egyes általánosításai beírt sokszögekkel foglalkoznak. Még általánosabban, magasabb dimenziós terekben nem üres, összefüggő, kompakt metrikus tereket keresnek. Stromquist például belátta, hogy minden Rn-beli görbének van beírt egyenlő oldalú és egyenlő átlójú négyszöge, amelynek minden pontjának egy alkalmas környezetében nincsenek merőleges húrjai. Ez a görbeosztály tartalmazza az összes C2-görbét, azaz a kétszer folytonosan differenciálható görbéket. Nielsen és Wright megmutatta, hogy minden  Rn-beli szimmetrikus kontinuum sok beírt téglalapot tartalmaz.  H.W. Guggenheimer bebizonyította, hogy minden, az n-gömbhöz C3-diffeomorf hiperfelület tartalmazza az euklideszi n dimenziós kocka 2n csúcsát.

## Ajánlott irodalom
- Victor Klee and Stan Wagon, Old and New Unsolved Problems in Plane Geometry and Number Theory, The Dolciani Mathematical Expositions, Number 11, Mathematical Association of America, 1991

## Külső linkek
- Mark J. Nielsen, Figures Inscribed in Curves. A short tour of an old problem
- Inscribed squares: Denne speaks at Jordan Ellenberg's blog